# Tercera División de Chile 2011
Tercera División de Chile 2011 var den tredje högsta divisionen för fotboll i Chile för säsongen 2011 och också den sista säsongen som den tredje högsta divisionen kallades Tercera División, nästa säsong infördes ytterligare en nivå kallad Segunda División. Divisionen bestod av 16 lag uppdelade i två grupper om åtta lag i varje grupp. Lagen i gruppen mötte varandra inbördes två gånger vilket gav totalt 14 matcher per lag. De fyra främsta i varje grupp gick sedan vidare till en andra omgång, där de behöll sin indelning (vilket alltså innebar två fyralagsgrupper). I den andra omgången gick de två främsta vidare till finalomgången, där vinnaren gick upp i Primera B 2012. De fyra sämsta i varje grupp i den första omgången gick vidare till en nedflyttningsomgång.

## Första omgången
De sexton deltagande lagen delades i den första omgången upp i två grupper med åtta lag i varje grupp, där alla lag mötte varandra inom gruppen två gånger, vilket gav 14 matcher för varje lag. De fyra främsta lagen gick därefter vidare till en andra omgång, medan de fyra sämsta i varje grupp gick vidare till en nedflyttningsserie.
| Nr | Lag                  | S  | V | O | F  | GM | IM | MS  | P  |
| -- | -------------------- | -- | - | - | -- | -- | -- | --- | -- |
| 1  | Deportes Ovalle      | 14 | 8 | 3 | 3  | 27 | 21 | +6  | 27 |
| 2  | Municipal Mejillones | 14 | 7 | 4 | 3  | 25 | 15 | +10 | 25 |
| 3  | San Antonio Unido    | 14 | 7 | 4 | 3  | 25 | 20 | +5  | 25 |
| 4  | Barnechea            | 14 | 7 | 3 | 4  | 23 | 11 | +12 | 24 |
| 5  | Trasandino           | 14 | 7 | 3 | 4  | 26 | 19 | +7  | 24 |
| 6  | Provincial Talagante | 14 | 5 | 3 | 6  | 20 | 25 | −5  | 18 |
| 7  | Deportes Quilicura   | 14 | 1 | 4 | 9  | 10 | 28 | −18 | 7  |
| 8  | Deportes Melipilla   | 14 | 0 | 4 | 10 | 10 | 27 | −17 | 4  |

| Nr | Lag                | S  | V | O | F  | GM | IM | MS  | P  |
| -- | ------------------ | -- | - | - | -- | -- | -- | --- | -- |
| 1  | Iberia             | 14 | 8 | 4 | 2  | 29 | 16 | +13 | 28 |
| 2  | Fernández Vial     | 14 | 6 | 5 | 3  | 25 | 22 | +3  | 23 |
| 3  | Municipal Pintana  | 14 | 7 | 1 | 6  | 22 | 23 | −1  | 22 |
| 4  | Provincial Osorno  | 14 | 6 | 4 | 4  | 30 | 17 | +13 | 22 |
| 5  | Deportes Temuco    | 14 | 4 | 8 | 2  | 22 | 16 | +6  | 20 |
| 6  | Unión Santa María  | 14 | 4 | 4 | 6  | 21 | 25 | −4  | 16 |
| 7  | Colchagua          | 14 | 4 | 2 | 8  | 18 | 22 | −4  | 14 |
| 8  | Pudahuel Barrancas | 14 | 2 | 2 | 10 | 12 | 38 | −26 | 8  |

## Andra omgången
De åtta lagen som gick vidare från den första omgången fortsatte vara uppdelade i två olika grupper, så att varje grupp bestod av fyra lag. Lagen mötte varandra inom sin grupp, två gånger mot varje lag, vilket innebar att alla lag i den andra omgången spelade sex matcher vardera. De två främsta lagen i varje grupp gick vidare till en uppflyttningsserie.
| Nr | Lag                  | S | V | O | F | GM | IM | MS | P  |
| -- | -------------------- | - | - | - | - | -- | -- | -- | -- |
| 1  | Barnechea            | 6 | 4 | 0 | 2 | 13 | 8  | +5 | 12 |
| 2  | Municipal Mejillones | 6 | 3 | 1 | 2 | 7  | 6  | +1 | 10 |
| 3  | Deportes Ovalle      | 6 | 2 | 1 | 3 | 10 | 11 | −1 | 7  |
| 4  | San Antonio Unido    | 6 | 1 | 2 | 3 | 8  | 12 | −4 | 5  |

| Nr | Lag               | S | V | O | F | GM | IM | MS | P  |
| -- | ----------------- | - | - | - | - | -- | -- | -- | -- |
| 1  | Fernández Vial    | 6 | 4 | 0 | 2 | 11 | 5  | +6 | 12 |
| 2  | Iberia            | 6 | 3 | 0 | 3 | 8  | 4  | +4 | 9  |
| 3  | Provincial Osorno | 6 | 3 | 1 | 2 | 7  | 10 | −3 | 10 |
| 4  | Municipal Pintana | 6 | 1 | 1 | 4 | 6  | 13 | −7 | 4  |

## Uppflyttningsserie
Lag 1: Till Primera B 2012.
| Nr | Lag                  | S | V | O | F | GM | IM | MS | P  |
| -- | -------------------- | - | - | - | - | -- | -- | -- | -- |
| 1  | Barnechea            | 6 | 3 | 2 | 1 | 11 | 4  | +7 | 11 |
| 2  | Fernández Vial       | 6 | 3 | 1 | 2 | 4  | 5  | −1 | 10 |
| 3  | Iberia               | 6 | 2 | 1 | 3 | 6  | 6  | 0  | 7  |
| 4  | Municipal Mejillones | 6 | 2 | 0 | 4 | 5  | 11 | −6 | 6  |

## Nedflyttningsserier
| Nr | Lag                  | S | V | O | F | GM | IM | MS | P  |
| -- | -------------------- | - | - | - | - | -- | -- | -- | -- |
| 1  | Provincial Talagante | 6 | 3 | 2 | 1 | 10 | 7  | +3 | 11 |
| 2  | Deportes Quilicura   | 6 | 3 | 1 | 2 | 8  | 9  | −1 | 10 |
| 3  | Deportes Melipilla   | 6 | 2 | 1 | 3 | 6  | 9  | −3 | 7  |
| 4  | Trasandino           | 6 | 2 | 0 | 4 | 12 | 11 | +1 | 6  |

| Nr | Lag                | S | V | O | F | GM | IM | MS | P  |
| -- | ------------------ | - | - | - | - | -- | -- | -- | -- |
| 1  | Unión Santa María  | 6 | 4 | 0 | 2 | 11 | 5  | +6 | 12 |
| 2  | Deportes Temuco    | 6 | 4 | 0 | 2 | 8  | 5  | +3 | 12 |
| 3  | Colchagua          | 6 | 3 | 0 | 3 | 9  | 9  | 0  | 9  |
| 4  | Pudahuel Barrancas | 6 | 1 | 0 | 5 | 5  | 12 | −7 | 3  |